# Naturfarben

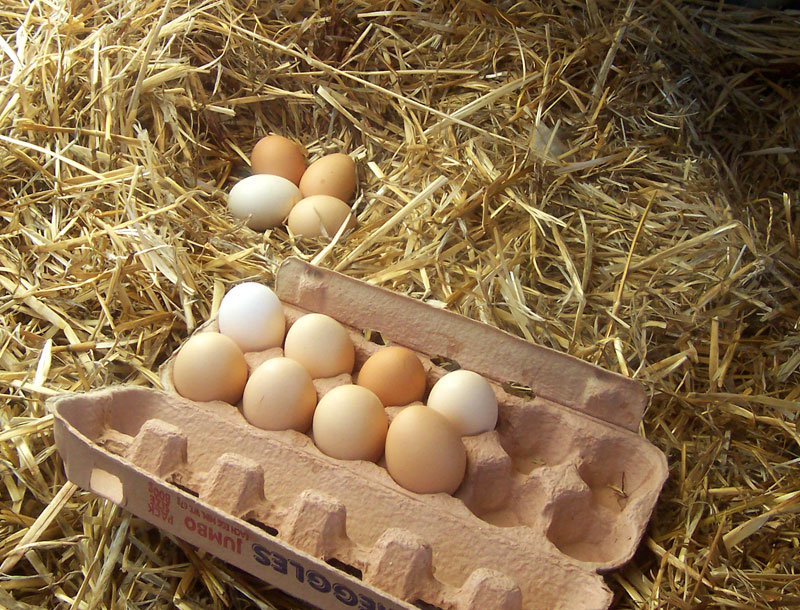
(eierfarbene) Hühnereier verschiedener Tönung

Der Begriff Naturfarben hat mehrere Bedeutungen. In diesem Artikel werden die Bedeutungen als Farbton oder als Palette von Farbtönen behandelt.
Einerseits ist mit dem Begriff als Adjektiv oder als Substantiv im Singular ein Farbton gemeint, der sich als Materialeigenschaft ergibt, wie es der unbehandelte, also weder gebleichte noch gefärbte Farbton des Produkts ist. Naturfarben sind beispielsweise Objekte aus ungebleichter und ungefärbter Baumwolle oder aus ungebleichtem Papier.
Andererseits bezeichnet der Begriff (und dann als Plural, also Naturfarben) eine Palette von Farbtönen. Die Bezeichnung bezieht sich hier auf das Auftreten dieses Farbtons in der Natur oder naturnahen Produkten, beispielsweise als Farbton von Erden (→ Erdtöne), Hölzern oder Gewürzen (→ Gewürztöne). Ungefärbte Gegenstände können in diesen Tönen gefärbt werden, sie sind jedoch im Sinne der ersten Bedeutung des Begriffs nicht „naturfarben“, sondern „gefärbt“.

## Farblehre
Naturfarben sind Pastelltöne aus der Gruppe der Erdfarben. Dabei reicht ihre Farbbreite von deutlich gebrochenem Weiß über erkennbar (also farbstichiges) buntes, aber noch helles Grau bis zu warmen, wenig farbsatten Farbnuancen. Die Farbtöne reichen vom fast grünen Gelb bis ins Rote. Die Graustufen haben Werte zwischen 10 % und 30 %, Sättigungen liegen unterhalb von 50 %.

### Naturfarben
Die Materialeigenschaft naturfarben wird abweichend vom prinzipiellen Gebrauch in der Textilverarbeitung für das bräunlich gebrochene Weiß der Rohware im Unterschied zur reinweißen gebleichten Ware benutzt. Das Gleiche gilt für Papier und Kunststoffe. In allen drei Branchen wird das ungefärbte und ungebleichte, also „natur“belassene Produkt als „naturfarben“ bezeichnet.

### Heraldik
In der Wappenkunde wird die Bezeichnung „naturfarben“ zur Beschreibung von „in natürlich Farben“ blasonierten Gemeinen Figuren verwendet. Er wird mit der heraldischen Tinktur (einer der Grundfarben Purpur, Braun, Grau), die ihn ersetzen kann, gekennzeichnet.

## Farbnamen

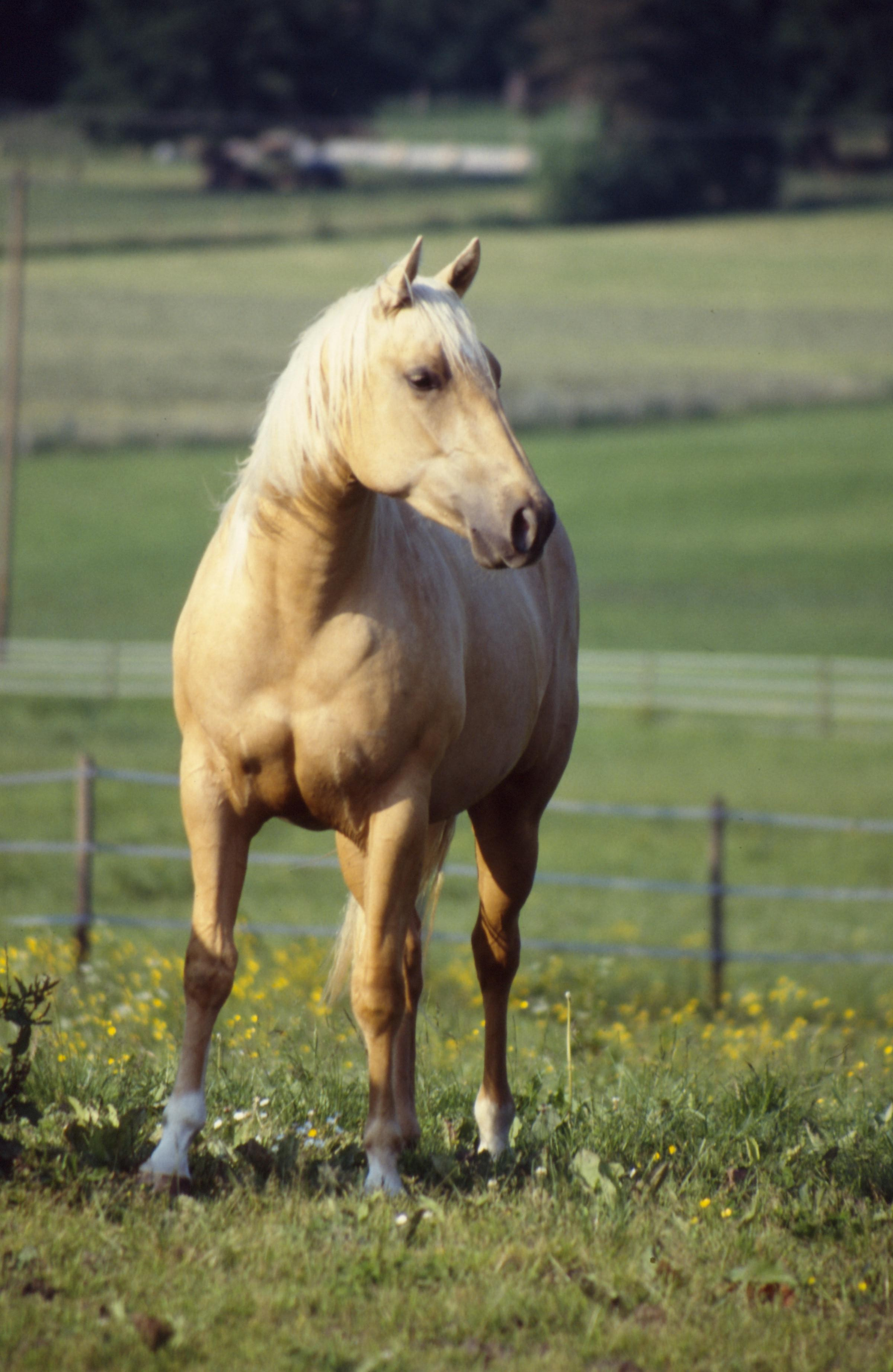
Isabelle

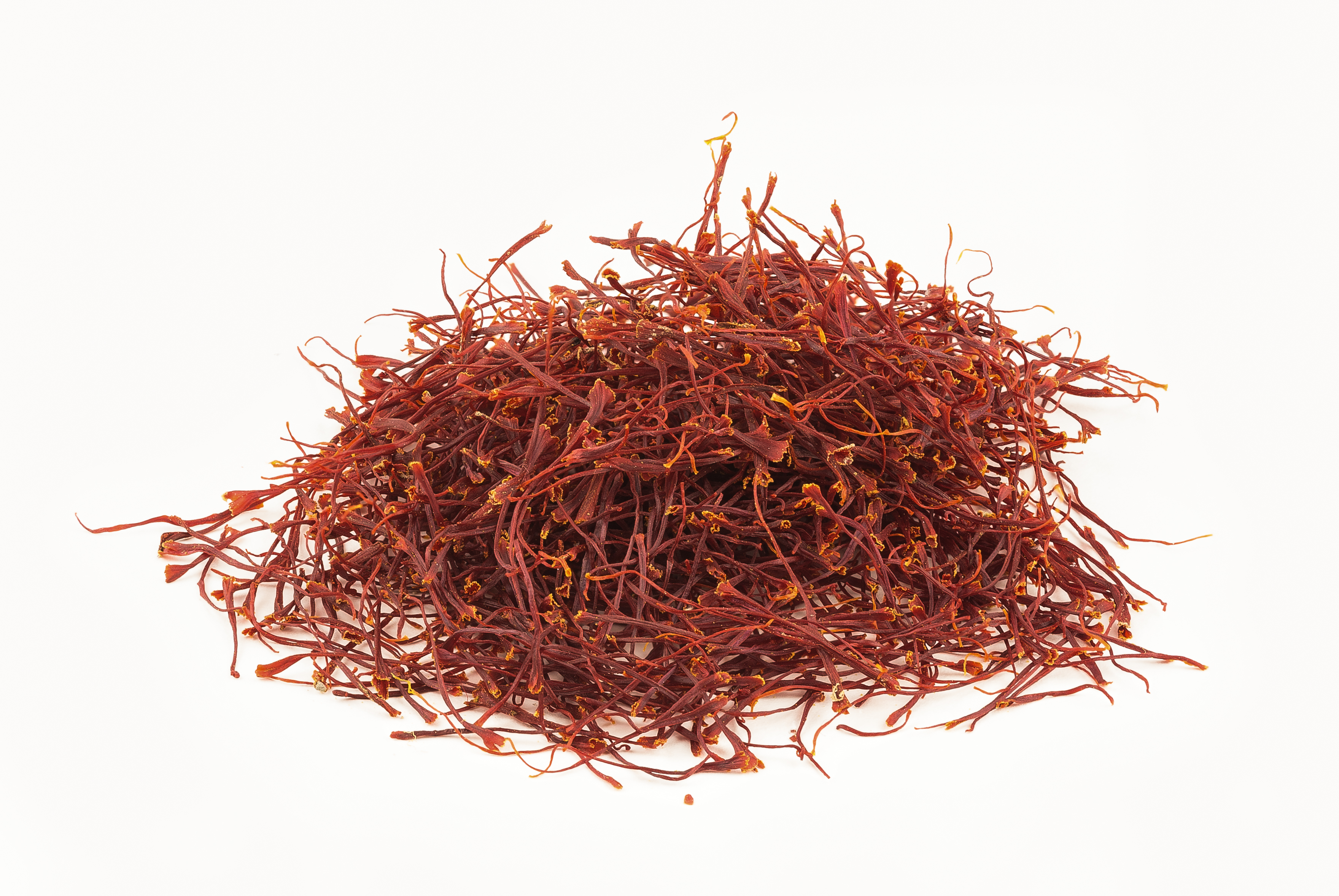
Safranfarbene getrocknete Samenfäden

Für die Eigenschaft naturfarben werden Farbbezeichnungen wie Hellgelbgrau, Graubraun, Braungrüngrau verwendet. Da die Unterscheidung verschiedener Nuancen der „Naturfarben“ im Sprachgebrauch nicht sonderlich zielführend und die farbmetrischen Zusammenhänge nicht einfach sind, bedient man sich der Kombination verschiedener Töne oder einer Fülle von Trivialnamen. Es sind Vergleichsnamen, die sich auf weit verbreitete Materialien aus der Natur beziehen. Selten allerdings sind die Naturstoffe, auf die Bezug genommen wird, von einer eindeutigen Farbnuance.
- eierschale (das „unreine“ Weiß eines leicht gefärbten Hühnereis)[Anm. 1]
- elfenbein(-farben/-weiß)[1]
- cremefarben ([ˈkrɛm oder ˈkreːm]), auch als cream[Anm. 2]
- teigfarben und semmelbraun
- sandfarben: sahara,[Anm. 3] österreichisch: drapp(-farben)[Anm. 4]
- lehmfarben[Anm. 3]
- erdfarben, in der ganzen Palette der Brauntöne, etwa ocker (gelblich), siena (neutralbräunlich), umbra (rotbräunlich) – alle nach natürlichen Vorkommen; vergl. Erdfarbe und die jeweils rötlichen „gebrannten“ Erden bis hin zu ziegel-/backstein(-rot)
- holzfarben: vorwiegend die heimischen Holzarten sind zu nennen: fichte, kiefer, buche, lärche, auch nuss oder kastanie nach den Früchten, oder die tatsächliche oder gemeinte Farbe der Edelhölzer, von hellen Tönen bis hin zum purpurbraunen mahagoni und dem Schwarzton ebenholz
- falbfarben, fahlgelb bis hellgraubraun zur Bezeichnung Fellfarbe, besonders der von Pferden (Falben).
- lohfarben oder auch mit dem englischen tan bezeichnet, ein helles Rotbraun, das ursprünglich den Farbton der Gerberlohe  beschrieb.[2]
- taupe (nach dem Maulwurfsfell)

Diese Vergleichsnamen sind innerhalb eines Farbbenennungssystems nicht standardisiert und werden regional unterschiedlich interpretiert. Der Sand als Vorbild für „sandfarben“ ist je nach Eisengehalt der vorliegenden oder individuell vorgestellten Böden mehr oder weniger ins Braune gehend. So können auch andere Farben in der Natur durchaus unterschiedlich beurteilt werden. Die Assoziation mit „selbstverständlichen“ Objekten des täglichen Umgangs ist historisch und örtlich äußerst differenziert. In älterer Fachliteratur wurde zum Beispiel teigfarben deutlich dunkler aufgefasst, was wahrscheinlich einfach darauf zurückzuführen ist, dass noch kein raffiniertes Weißmehl verwendet wurde. Zum anderen bezog sich der Farbton eierschale mehr oder wenig ausgeprägt auf die Schale „brauner Eier“, nicht etwa auf die milchweißen Exemplare wie heute.
Farbnamen wie beige, ecru (ein Wollweiß), isabellfarben sind meist beschönigende Bezeichnungen, die sich auf „schmutziges“ Weiß beziehen. Abgesehen von einigen Grundbegriffen sind viele Naturfarbbezeichnungen stark durch die Modebranche und andere Industriezweige mit ihren jährlichen Designvorgaben bestimmt. Modefarbbezeichnungen für naturfarbene Töne werden heute tendenziell für hellere (edlere), weniger „schmutzige“ Farbnuancen genutzt.

### Natürlicher Farbton
Insbesondere kann der Vorsatz „natur-“ oder „naturell-“ den Hinweis auf einen unveränderten Farbton unterstreichen (oder vorgeben). Verwendungen sind etwa „naturblond“, „naturbraun“, „naturellgrau“  oder „naturgrau“.

### Beige
Die Farbe Beige [ˈbeːʃ] umfasst eine Folge von (unbestimmt) warmen, weißlichen Brauntönen. Das Wort selbst kommt aus dem Französischen und hat sich im 19. Jahrhundert als Synonym für naturfarben eingebürgert.
Die Farbe Beige ist im RAL-Farbsystem unter der Nummer RAL 1001 verbindlich festgelegt. Daneben gibt es die Nuancen Grünbeige RAL 1000, Braunbeige RAL 1011, Graubeige RAL 1019 und Perlbeige RAL 1035. Die benannte Webfarbe ist mit dem Farbcode #F5F5DC definiert.

### Sandfarben
Sandfarben bezeichnet im allgemeinen Sprachgebrauch unspezifische rötlich-weiße bis gelblich-weißliche Farbnuancen. Die RAL-Farbnuance 1002 trägt den Namen Sandgelb.

### Isabellfarben

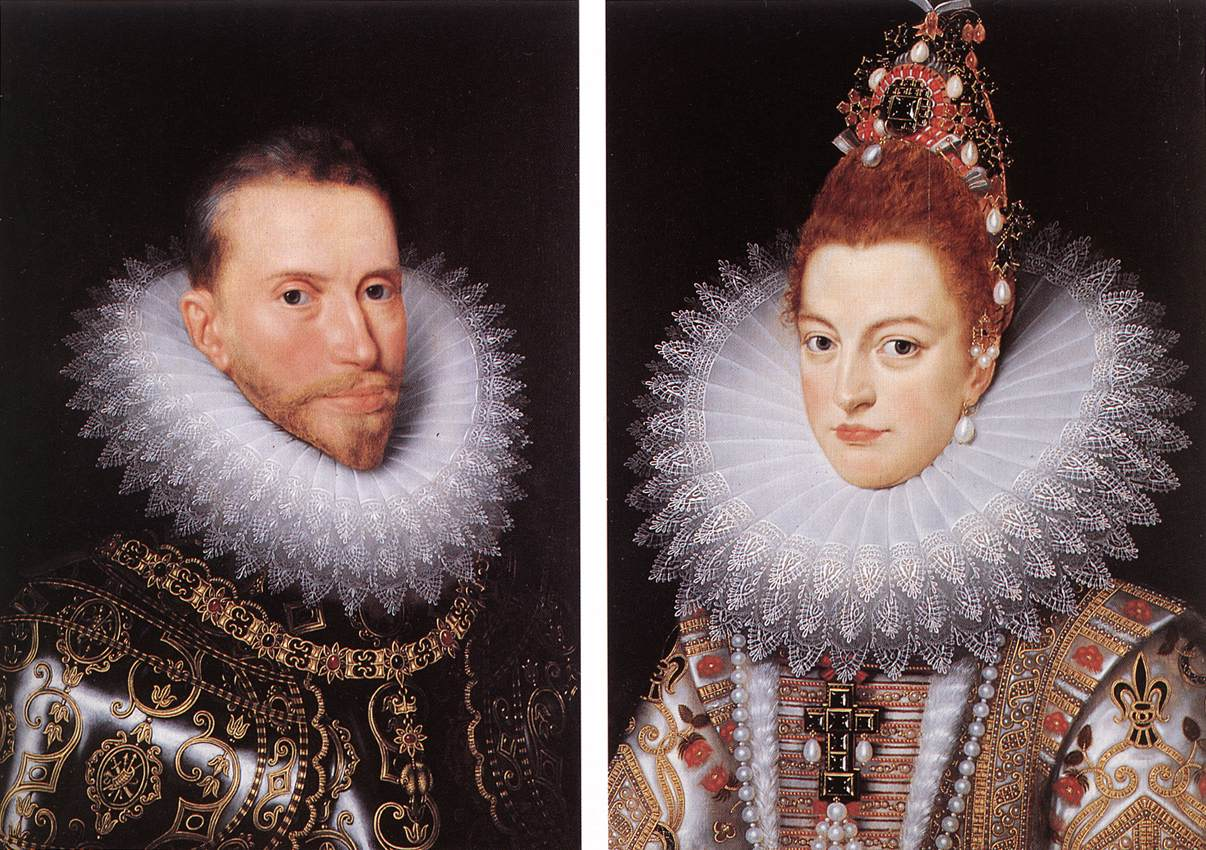
Isabella Clara Eugenia von Spanien mit ihrem Gatten, dem Erzherzog Albrecht VII.

Mit isabellfarben wird eine Farbnuance bezeichnet, die etwa der Farbe eines Milchkaffees entspricht.
Dieser Farbname findet besonders in der Tierzucht Verwendung, um die Fellfarbe von Tieren zu bezeichnen. Beispiele dafür sind isabellfarbene Pferde, die Fellzeichnung bestimmter Hunderassen und Federzeichnungen verschiedener Vogelarten. Bis zur Mitte der 1950er Jahre wurden Katzen in Brauntönen als isabellfarben geführt.
Der Farbname soll von der spanischen Prinzessin Isabella Clara Eugenia, der Tochter Philipps II. und Statthalterin der Spanischen Niederlande, gebildet worden sein. Diese gelobte, dass sie ihr ursprünglich weißes Hemd nicht eher wechseln wolle, bis ihr Ehemann, der Erzherzog Albrecht VII. von Habsburg, die Stadt Ostende, die er 1601 zu belagern begann, erobert habe. Da diese Belagerung bis 1604 drei Jahre, drei Monate und drei Tage dauerte, ist wohl hinsichtlich der Farbe die Aussagekraft der Sage nicht zu bezweifeln. Eine Variante der Legende verbindet das Hemd von Königin Isabella der Katholischen mit der ebenfalls drei Jahre dauernden Belagerung des maurischen Granada.

### Ecru
Ecru oder eingedeutscht Ekrü stammt vom französischen Wort écru für „ungebleicht“, „unbehandelt“. Es bezieht sich auf Rohseide (auch „Ekrüseide“) und wurde später auf den leicht grünen Weißton des Stoffes übertragen.

### Falbfarben
Falb bezog sich ursprünglich auf das Verfärben der Blumen und Bäume, insbesondere bevor diese im Herbst ihr Laub abwerfen. Während es im 19. Jahrhundert noch in diesem Sinne gebraucht wurde, etwa bei Herder („die blätter falben schon“), werden heute eher die Worte vergilben und fahl entsprechend genutzt. Erhalten hat es sich als Farbe von Pferden, den Falben.

### Chamois
Chamois ist französisch und heißt „Gämse“ (mittelhochdeutsch gamz). Darauf bezieht sich wohl die Farbbezeichnung, also „wie ein helles Sämischleder“.

### Elfenbein
Elfenbein ist eine besondere Form der Zahnsubstanz von verschiedenen Tieren, insbesondere vom Elefanten und von fossilen Stoßzähnen des Mammuts. Die Substanz unterscheidet sich von menschlichen Zähnen. Noch unter der Haut ist Elfenbein von einem feinen gebrochenen Weiß ähnlich wie Milch, jedoch die durch den Luftkontakt gealterte Substanz ist deutlich braungelbstichig. Elfenbein ist durch RAL 1014 und Hellelfenbein durch RAL 1015 festgelegt. Bis 2004 war als Farbe für Taxis in Deutschland Hellelfenbein gesetzlich vorgeschrieben. RAL 1013, das ähnliche Perlweiß, bezieht seinen Namen auf das Pigment Bleiweiß.
Der Farbname „Elfenbeinschwarz“ geht auf das Beinschwarz zurück, einen Farbstoff, der ursprünglich aus unter Luftabschluss geglühtem Elfenbein gewonnen wurde.